# Delmenhorster Geest
Die Delmenhorster Geest ist eine naturräumliche Haupteinheit innerhalb der naturräumlichen Großregion des Zentralen Norddeutschen Tieflandes. Sie ist Bestandteil des Naturraums der Ems-Hunte-Geest. Teile der Delmenhorster Geest sind Bestandteile des Naturparks Wildeshauser Geest.

## Naturräumliche Gliederung
Die Delmenhorster Geest gliedert sich naturräumlich in folgende naturräumliche Untereinheiten:
- (zu 59 Ems-Hunte-Geest)
  - 595 Delmenhorster Geest
    - (595.0 Delmenhorster Geest)[3]
      - 595.00 Kirchhattener Geest
      - 595.01 Dötlinger Huntetal
      - 595.02 Dötlinger Geest
      - 595.03 Wildeshauser Dünen-Talsandgebiet
      - 595.04 Huntloser Sandebene
      - 595.05 Ahlhorner Geest
      - 595.06 Ganderkeseer Geest

Begrenzt wird die Delmenhorster Geest im Süden und Südwesten von der naturräumlichen Haupteinheit der Cloppenburger Geest, im Westen von der Haupteinheit der Hunte-Leda-Niederung, im Norden durch die Haupteinheit der Wesermarsch sowie im Osten durch die Thedinghäuser Vorgeest sowie die Syker Geest.

## Lage

Fischteiche in Dötlingen

Die Delmenhorster Geest umfasst die westlichen Teile des Stadtgebiets von Delmenhorst, die Gemeinden Ganderkesee, Dötlingen, Teile der Gemeinde Großenkneten und der Samtgemeinde Harpstedt sowie die Kreisstadt Wildeshausen. Bis auf die zur kreisfreien Stadt Delmenhorst gehörenden Gebiete ist die Delmenhorster Geest Bestandteil des Landkreises Oldenburg. Insgesamt umfasst die Delmenhorster Geest eine Fläche von 573 km².

## Naturraum
Die Delmenhorster Geest ist eine während der Saale-Eiszeit entstandene und in der Weichsel-Kaltzeit unter periglazialen Bedingungen überprägte Altmoränenlandschaft. Als solche ist sie durch geringe Höhenunterschiede geprägt. Auf der Delmenhorster Geest wechseln sich Bereiche mit Geschiebelehm und Sandplatten ab, die durch schmale Auenbereiche der das Gebiet entwässernden Flüsse und Bäche zerschnitten werden. Alte Wälder finden sich auf der Delmenhorster Geest nur noch im Bereich der ehemaligen herrschaftlichen Bannwälder des Stenumer Holzes, des Waldgebiets der Stühe sowie im Hasbruch.
Massiver Raubbau an der Natur durch die bis zu den Agrarreformen des 19. Jahrhunderts üblichen Plaggenwirtschaft im Rahmen des Ewigen Roggenbaus führten ab dem Hochmittelalter an den sandigen Standorten zur Bildung großflächiger Heidelandschaften mit den für sie charakteristischen Podsolen. Vielerorts bildeten sich nahezu vegetationslose Ödländer mit Wehsandflächen und z. T. meterhohen Wanderdünen, die wiederum die Landwirtschaft vor große Probleme stellte.
Mit der Einführung von Mineraldüngern und der Aufteilung der Allmenden wurden diese Heideflächen in Ackerland umgewandelt. Zur Verbesserung des Kleinklimas, v. a. aber als Windschutz wurden die einzelnen Ackerschläge mit Wallhecken umgeben.
Die für die Landwirtschaft sehr ungünstigen Standorte der Binnendünen mit ihren extrem nährstoffarmen Böden wurden nach deren Kultivierung durch die staatliche Forstverwaltung mit Kiefermonokulturen aufgeforstet. Um die Qualität der Standorte zu verbessern und die bei den für die hier anzutreffenden Podsole typische Ortsteinschicht aufzubrechen, wurden ab der Mitte des 19. Jahrhunderts große Flächen vor der Aufforstung mit Dampfpflügen tiefgepflügt.
Die im 19. Jahrhundert aufgeforsteten Kiefermonokulturen erwiesen sich jedoch auf die Dauer als außerordentlich windanfällig. Durch den Orkan Quimburga am 13. November 1972 wurden diese Wälder auf der Delmenhorster Geest binnen weniger Stunden nahezu vollständig zerstört. Auf Grund neuerer Erkenntnisse in der Forstwirtschaft erfolgte jedoch in den Folgejahren die Wiederaufforstung, nun jedoch teilweise als Laubmischwald. Heute sind auf der Delmenhorster Geest etwa 20 % der Gesamtfläche Wald.

## Flüsse
Wichtigste Vorfluter der Delmenhorster Geest sind unter anderem die Hunte, die das Gebiet in ihrem Abschnitt zwischen Wildeshausen im Süden und Huntlosen im Norden durchfließt, die auf der Delmenhorster Geest entspringende Welse sowie die Brookbäke, die den Hasbruch durchfließt. Die zahlreichen Auebereiche sind nicht nur aus naturschutzfachlicher Sicht von herausragender Bedeutung, sondern stellten den Ausgangspunkt für die Besiedlung der Delmenhorster Geest dar.

## Kulturlandschaft

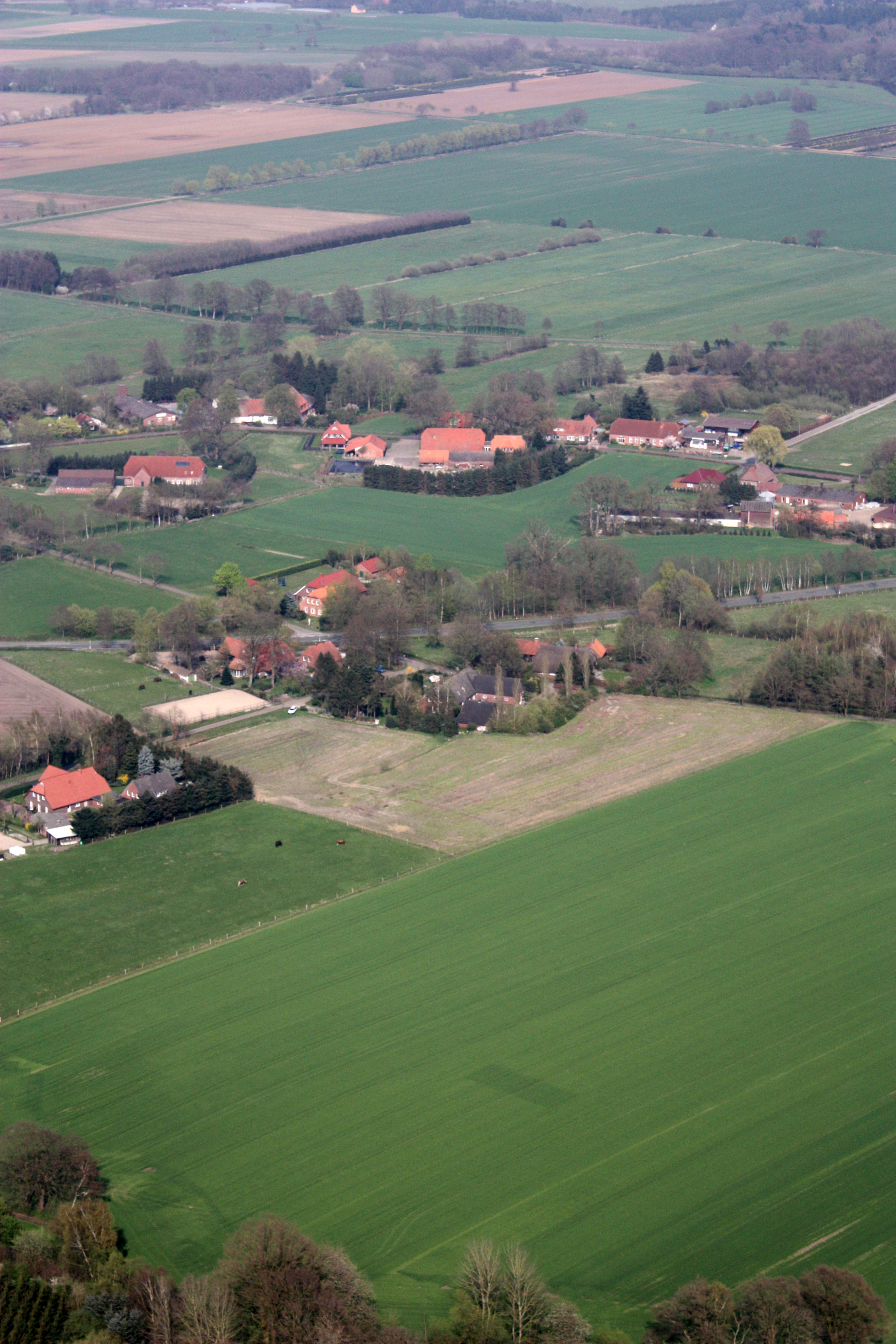
Delmenhorster Geest nordwestlich von Wildeshausen

Das Gebiet der Delmenhorster Geest ist im Bereich der Lehmplatten bereits ein seit der Jungsteinzeit vom Menschen geprägter Siedlungsraum. Die Großsteingräber, wie die Glaner Braut, die Visbeker Braut und der Visbeker Bräutigam aus der Jungsteinzeit sind hierfür wichtige Zeugen.
Der unmittelbar an der Niederung der Welse gelegene Heidenwall bei Dehltun in der Gemeinde Ganderkesee, eine vorgeschichtliche Fluchtburg, ist ein weiterer Zeuge früher Besiedlung.
Wildeshausen, am Übergang der alten Flämischen Straße über die Hunte gelegen, hatte nicht nur als Marktplatz und Verkehrsknoten eine herausragende Bedeutung, sondern auch mit der Alexanderkirche als mittelalterlicher Wallfahrtsort.
Das heutige Landschaftsbild der Delmenhorster Geest ist im Wesentlichen ein Werk des 19. Jahrhunderts, als im Rahmen der Teilung der Allmenden Heideflächen und Ödländer nach ihrer Kultivierung aufgeforstet bzw. in Ackerland umgewandelt wurden.
Ein wesentliches für die norddeutschen Geestlandschaften charakteristisches Landschaftselement stellen auch auf der Delmenhorster Geest die sogenannten Wallhecken dar, die in der Region auch unter dem Begriff Över oder Knicks geläufig sind. Dies mit Altbaumbeständen bestockten Anlagen entstanden im Rahmen der Teilung der Allmenden im Rahmen der Agrarreformen des 19. Jahrhunderts als Windschutz für die neu entstandenen Ackerflächen und stehen auf Grund ihres hohen Wertes als Lebensraum so wie für das Landschaftsbild unter Schutz.

## Naturschutzgebiete
Innerhalb der naturräumlichen Hauptregion der Delmenhorster Geest befinden sich die Naturschutzgebiete Hasbruch, Poggenpohlsmoor, Huntloser Moor, Tannersand und Gierenberg, Barneführer Holz und Schreensmoor, Hatter Holz, Glaner Heide, Döhler Wehe, Stühe sowie die Bäken der Endeler und Holzhauser Heide im Raum zwischen Ahlhorn und Wildeshausen.
Insgesamt stehen im Naturraum Delmenhorster Geest 3,25 % der Gesamtfläche unter Naturschutz.